# Liste des Justes du Gard
Cette liste recense les cinquante personnes ayant reçu le titre de « Juste parmi les nations » par le Comité pour Yad Vashem et liées au département français du Gard.

## Les Justes du Gard

### Cannes-et-Clairan
- Eusébie Llinarès
- Fanny Llinarès

### Caveirac
- Jean Boissier
- Lucie Boissier
- Élie Brée

### Clarensac
- Robert Joseph

### Cruviers-Lascours
- Hélène Puech
- Maurice Puech

### Fourques
- Charles Baud
- Joséphine Baud

### Générargues
- Gabriel Lanoux
- Marie-Louise Lanoux

### Lasalle
- Élie Guiraud
- Eva Guiraud
- Jules Hébrard
- Odette Hébrard
- Rosa Palon
- Hélène Doret
- Alphonse Remézy
- Gabriel Soulier
- Juliette Soulier
- Edgar Wasserfallen
- Elise Wasserfallen

### Lédignan
- Esther Muller
- Roger Muller

### Nîmes
- Émilie Baldy
- Pierre Baldy
- Madeleine Barot
- Charlotte Brunel
- Paul Brunel
- Aimée Jeanroy
- Andrée Lautre
- Charles Lautre
- Pierre-Charles Toureille

### Saint-André-de-Valborgne
- Raoul Lhermet

### Saint-Jean-du-Gard
- Edmond Peloux
- Marie Peloux
- Roland Pollex

### Saumane
- Hélène Fournier
- Henri Fournier
- Raymond Fournier

### Soudorgues
- Élie Fournier
- Émile Fournier
- Albertine Fournier
- Paulette Fournier
- René Fournier

### Valleraugue
- Laurent Olivès
- Suzanne Olivès

### Le Vigan
- Marguerite Creston